# 24-乙基粪甾烷醇
24-乙基粪甾烷醇（英語：24-Ethyl coprostanol，又名24R-乙基-5β-胆甾烷-3β-醇，24-ethyl 5β-cholestan-3β-ol，5β-豆甾烷-3β-醇，5β-Stigmastan-3b-ol）是一种29碳的类固醇化合物，主要由β-谷固醇（24-乙基-5α-胆甾烷-5-烯-3β-醇）在食草动物消化道内生物氢化形成。因此这种化合物能作为环境中存在家畜粪便的生物标记。